# Lastauskienė
Lastauskienė  ist ein litauischer weiblicher Familienname.

## Herkunft
Der Name ist abgeleitet vom litauischen männlichen Familiennamen Lastauskas (abgeleitet vom belarussischen Namen Ластоўскі, Lastouski).

## Namensträgerinnen
- Giedrė Lastauskienė (* 1967), Juristin, Verfassungsrichterin
- Marija Lastauskienė (1872–1957), Schriftstellerin